# Pseudopsammocythere vicksburgensis
Pseudopsammocythere vicksburgensis is een mosselkreeftjessoort uit de familie van de Krithidae. De wetenschappelijke naam van de soort is voor het eerst geldig gepubliceerd in 1936 door Howe & Law.